# La Famille Duraton (film)
Pour plus de détails, voir Fiche technique et Distribution.
La Famille Duraton est un film français réalisé par Christian Stengel, sorti en 1939. Le film s'inspire librement  de l'émission de radio à succès La Famille Duraton, créée en 1936. En 1955, un autre film sur le sujet est produit Les Duraton.
Jean-Jacques Vital débute en 1936 à « Radio-Cité » (une radio dirigée par son oncle Marcel Bleustein-Blanchet), en créant un célèbre feuilleton radiophonique, La Famille Duraton, une saga satirique sur une famille de français moyens. L'émission sera reprise sur Radio-Luxembourg de 1948 à 1966. Jean-Jacques Vital en fut le producteur, l'un des scénaristes (avec Jean Granier et Noel Noel) et l'un des comédiens.

## Synopsis
Sammy Walter (Jules Berry) est un producteur peu scrupuleux de la radio parisienne Radio-Seine. Quand sa voiture tombe en panne dans un petit village de la France profonde, il trouve un hébergement chez des Français de base, la pittoresque et sympathique famille Martin. Invité à leur table, il trouve en dînant avec eux l'idée d'une émission radio : diffuser à leur insu, tous les soirs à 8 heures, les très cocasses conversations privées de la famille. Et désormais grâce à un micro dissimulé dans un chandelier, chaque soir, la famille, présentée comme les Duraton, se produit en direct sur les ondes, pour le grand plaisir des auditeurs. Les choses se compliquent quand des affaires très intimes sont par hasard évoquées : notamment, le fait que le médecin serait l'amant de la femme du pharmacien et communiquerait avec elle par l'entremise d'ordonnances. Le père Martin (Noël-Noël) finit par se rendre compte de la supercherie et va jusqu'à Paris se plaindre à Radio-Seine.

## Fiche technique
- Titre français : La Famille Duraton
- Réalisation : Christian Stengel, assisté de Louis Chavance
- Scénario : René Wheeler, Noël-Noël d'après l'œuvre originale de Jean Granier et Jean-Jacques Vital
- Photographie : Joseph-Louis Mundwiller, André Bac
- Décors : Pierre Linzbach
- Son : Marcel Courmes
- Montage : Louis Chavance et Laura Séjourné
- Musique : Paul Misraki
- Production : Christian Stengel
- Société de production : Société de production du film La Famille Duraton
- Pays d'origine :  France
- Format : Noir et blanc - 35 mm - 1,37:1
- Genre : comédie
- Durée : 85 minutes
- Date de sortie : 6 septembre 1939
- Affiche : Roger Rojac (France)

## Sortie
Le film est sorti au début de septembre 1939, quelques jours après le déclenchement de la seconde guerre mondiale, au moment où une mobilisation générale venait d'être décrétée.

## Édition
Le film est édité en cassette VHS en 1993 par René Chateau dans la collection Les Exentriques puis à nouveau en DVD en 2008.